# Пролећна изложба УЛУС-а (2008)
Пролећна изложба УЛУС-а (2008) одржана у периоду од 1. до 20. априла 2008. године. Изложба је представљена у галеријском простору Удружења ликовних уметника Србије, односно у Уметничком павиљону "Цвијета Зузорић" у Београду. Уредник каталога и кустос изложбе, била је Наталија Церовић.

## Уметнички савет УЛУС-а
- Срђан Ђиле Марковић
- Срђан Вукајловић
- Весна Голубовић Штимац
- Милена Максимовић Ковачевић
- Мирослав Савић
- Предраг Кочовић
- Миленко Мандић
- Марко Калезић
- Данка Петровиска

## Излагачи
1. Ристо Антуновић
2. Исак Аслани
3. Бошко Атанацковић
4. Мира Антонијевић
5. Александра Ацић
6. Војна Баштовановић
7. Љиљана Блажеска
8. Бојан Бикић
9. Добрица Бисенић
10. Лидија Богдановић
11. Јелена Буторац
12. Габриела Васић
13. Иван Величковић
14. Здравко Велован
15. Владимир Вељашевић
16. Слободан Врачар
17. Богда Вукосављевић
18. Марко Вукша
19. Сузана Вучковић
20. Светлана Галић Савић
21. Зоран Граовац
22. Данијела Грачнер
23. Иван Грачнер
24. Горан Десанчић
25. Марио Ђиковић
26. Милош Ђорђевић
27. Мирјана Ђошић
28. Мартин Ердеш
29. Ивана Живић Јерковић
30. Маја Живановић Миловановић
31. Љиљана Златковић Стокић
32. Босиљка Зиројевић
33. Дејан Илић
34. Гордана Илић
35. Кристина Иванишевић
36. Оливера Инђић
37. Весна Исаковић
38. Љубица Јанковски
39. Иван Јеремић
40. Милена Јефтић Ничева Костић
41. Ивана Јовановић
42. Марија Јовановић
43. Шиљан Јошкин
44. Слободан Каштаварац
45. Бранимир Карановић
46. Јелена Каришик
47. Радомир Кнежевић
48. Иван Коцић
49. Владислава Крстић
50. Мирјана Крстевска
51. Бранка Кузмановић
52. Слободан Кузмановић
53. Звездана Лазин
54. Милорад Лазић
55. Весна Маричић
56. Маријана Маркоска
57. Милосав Марковић
58. Дејан Марковић
59. Јелена Марковић
60. Радивоје Марковић
61. Ранка Марковић
62. Елизабета Маторкић
63. Бранко Милановић
64. Предраг Фердо Микалачки
65. Ана Милосављевић
66. Милан Милосављевић
67. Бранимир Минић
68. Душан Миљуш
69. Оливера Мићић
70. Светозар Мирков
71. Снежана Миротић
72. Миодраг Млађовић
73. Александар Лека Младеновић
74. Биљана Миљковић
75. Доминика Морариу
76. Сандра Мркајић
77. Борислава Недељковић Продановић
78. Тамара Недељковић Вукша
79. Љубица Николић
80. Стеван Новаковић
81. Биљана Новковић
82. Бојан Оташевић
83. Ружица Беба Павловић
84. Маша Пауновић
85. Миодраг Пантовић
86. Јосипа Пепа Пашћан
87. Милица Петровић
88. Александра Павићевић
89. Миодраг Мишко Петровић
90. Милутин Поповић
91. Мирјана Радовановић
92. Симонида Радоњић
93. Милош Рајковић
94. Матија Рајковић
95. Милица Ракић
96. Светлана Рибица
97. Милица Салашки
98. Рада Селаковић
99. Драган Срдић
100. Вера Станарчевић
101. Ивана Станковић
102. Нађа Стаменовић
103. Бојана Стаменковић
104. Драгана Станаћев Пуача
105. Никола Станковић
106. Драгољуб Станковић Чиви
107. Радош Стевановић
108. Јелена Стевин
109. Вида Стефановић
110. Владан Терзић
111. Рената Трифковић
112. Нина Тодоровић
113. Станка Тодоровић
114. Томислав Тодоровић
115. Мирјана Томашевић
116. Марко Тубић
117. Младен Тушуп
118. Вјекослав Ћетковић
119. Предраг Царановић
120. Мирољуб Филиповић
121. Тијана Фишић
122. Јелена Шалинић
123. Виктор Шекуларац
124. Ставрос Ставре Попчев